# مورچه‌گیرک سالوادوری
مورچه‌گیرک سالوادوری (نام علمی: Myrmotherula minor) نام یک گونه از سرده مورچه‌گیرک‌ها است.